# The Forbidden Path
The Forbidden Path è un film muto del 1918 diretto da J. Gordon Edwards.

## Trama
Mary Lynde accetta di posare come madonna per Felix Benavente, un pittore del Greenwich Village. Presto si trova coinvolta in una relazione amorosa con Robert Sinclair, un ricco amico di Benavente, di cui diventa l'amante. Quando, però, Mary dà alla luce un bambino, Sinclair la lascia. La donna, sola e senza aiuti, viene accolta da una povera famiglia che si prende cura di lei e del neonato. Ma il piccolo cresce debole e malaticcio, tanto che alla fine muore.
Diversi anni più tardi, Felix incontra di nuovo Mary. Le chiede ancora una volta di fare la modella per lui. Tramite Felix, Mary costringe Sinclair a darle del denaro, minacciandolo di rivelare il suo passato se l'uomo non romperà il suo fidanzamento con Barbara Reynolds, sposando invece lei. Ma, giunta all'altare, Mary si gira verso la gente in chiesa: con passione e la voce rotta dall'emozione, rivela il suo sordido passato, denunciando il comportamento di Sinclair.

## Produzione
Il film fu prodotto dalla Fox Film Corporation.

## Distribuzione
Distribuito dalla Fox Film Corporation, il film uscì nelle sale cinematografiche USA il 3 febbraio 1918.
Non si conoscono copie ancora esistenti della pellicola che viene considerata presumibilmente perduta.